# Atommodell (heraldika)
Az atommodell újkeletű és ritka címerkép a heraldikában, ezért nincs meghatározott címertani formája.
Főleg az atomenergia hasznosításának és az atommagkutatással kapcsolatos tevékenység kifejezésére használják az új címereknél vagy a régi címerek kibővítésénél. Atomrajz, a körülötte keringő elektronokkal, van a francia Saclay város címerében. Paks újabb címerének alsó mezőjében ezüst atommodell van, az atomreaktor szimbólumaként.

Saclay címere